# 日原町
日原町（にちはらちょう）は、かつて島根県の南西部にあった町。鹿足郡に属した。
2005年9月25日に隣の津和野町と合併（新設合併）して新たに津和野町となり、自治体としての日原町は消滅した。ただし、役場本庁舎は合併後も（大字）日原に置かれている。

## 地理
- 河川:高津川、津和野川
- 山:安蔵寺山、燕岳、香仙原、三子山、雨降山、鍋山

### 隣接する自治体
- 益田市
- 鹿足郡：津和野町、柿木村、六日市町

## 歴史
かつては江戸幕府の天領として栄えていた。
- 1889年（明治22年）4月1日 - 町村制の施行により、日原村・枕瀬村・河村・池村・左鐙村および滝元村の一部（字越原・小直）の区域をもって日原村が発足。
- 1935年（昭和10年）2月11日 - 須川村を編入。
- 1946年（昭和21年）11月3日 - 日原村が町制施行して日原町となる。
- 1954年（昭和29年）4月1日 - 青原村と合併し、改めて日原町が発足。
- 1955年（昭和30年）1月10日 - 小川村の一部（大字商人・直地の各一部）を編入。
- 2005年（平成17年）9月25日 - 津和野町と合併し、改めて津和野町（第2次）が発足。同日日原町廃止。

## 産業
- 特産品：鮎、ワサビ

## 交通

### 鉄道路線
- 西日本旅客鉄道（JR西日本）
  - 山口線：日原駅 - 青原駅 - 東青原駅
- 中心となる駅：日原駅

### 道路
一般国道
市町村内を走る一般国道：
- 国道9号
- 国道187号

## 名所・旧跡・観光スポット・祭事・催事
- 日原天文台
- 安蔵寺山の大ミズナラ（森の巨人たち百選）